# Corridoio Vasariano
De Corridoio Vasariano (Passage van Vasari) is een bouwwerk uit 1565 in de  Italiaanse stad Florence.
Het is een overdekte en afgeschermde passage of gang van 1 km lengte die de Medici gebruikten tussen het Palazzo Vecchio en het Palazzo Pitti te lopen. De constructie werd van lente tot herfst 1565 uitgevoerd onder de leiding van architect Giorgio Vasari na een opdracht van Cosimo I de' Medici.

## Traject
Van het appartement van Eleonora di Toledo in het Palazzo Vecchio kruist de bovengrondse passage de via della Ninna om vervolgens doorheen het Palazzo degli Uffizi te voeren. Vervolgens loopt de constructie circa honderd meter langs de noordelijke oever van de Arno. De passage kruist de Arno boven op de Ponte Vecchio in Florence. Vervolgens werd de gang op de zuidelijke oever om de bestaande Manelliwoontoren (casatorre) heen gebouwd. De constructie kruist vervolgens de via de Bardi en loopt vandaar verder langs de Boboli-tuinen tot het Palazzo Pitti.

## Afbeeldingen

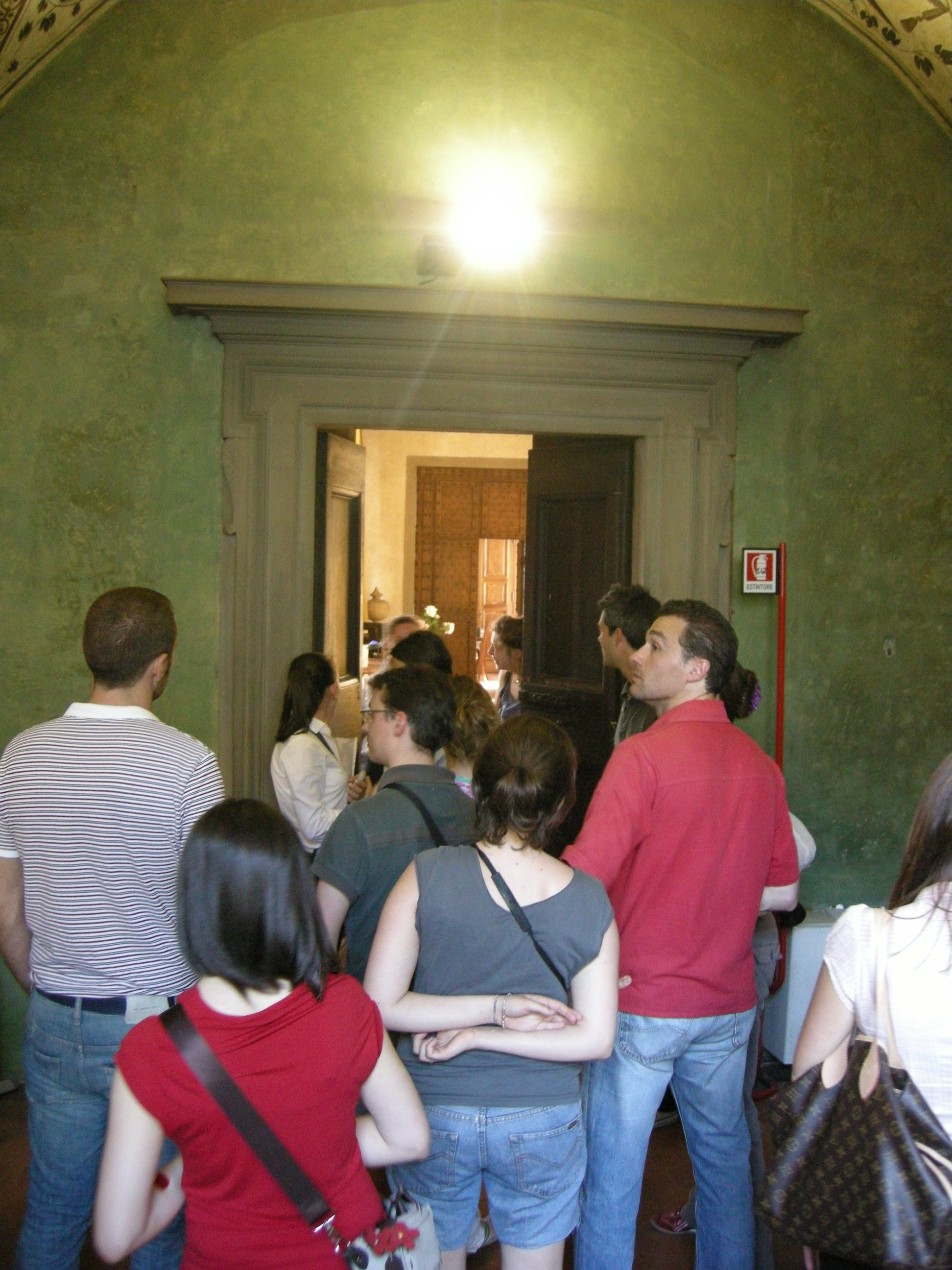
Vertrek vanui het Palazzo Vecchio.
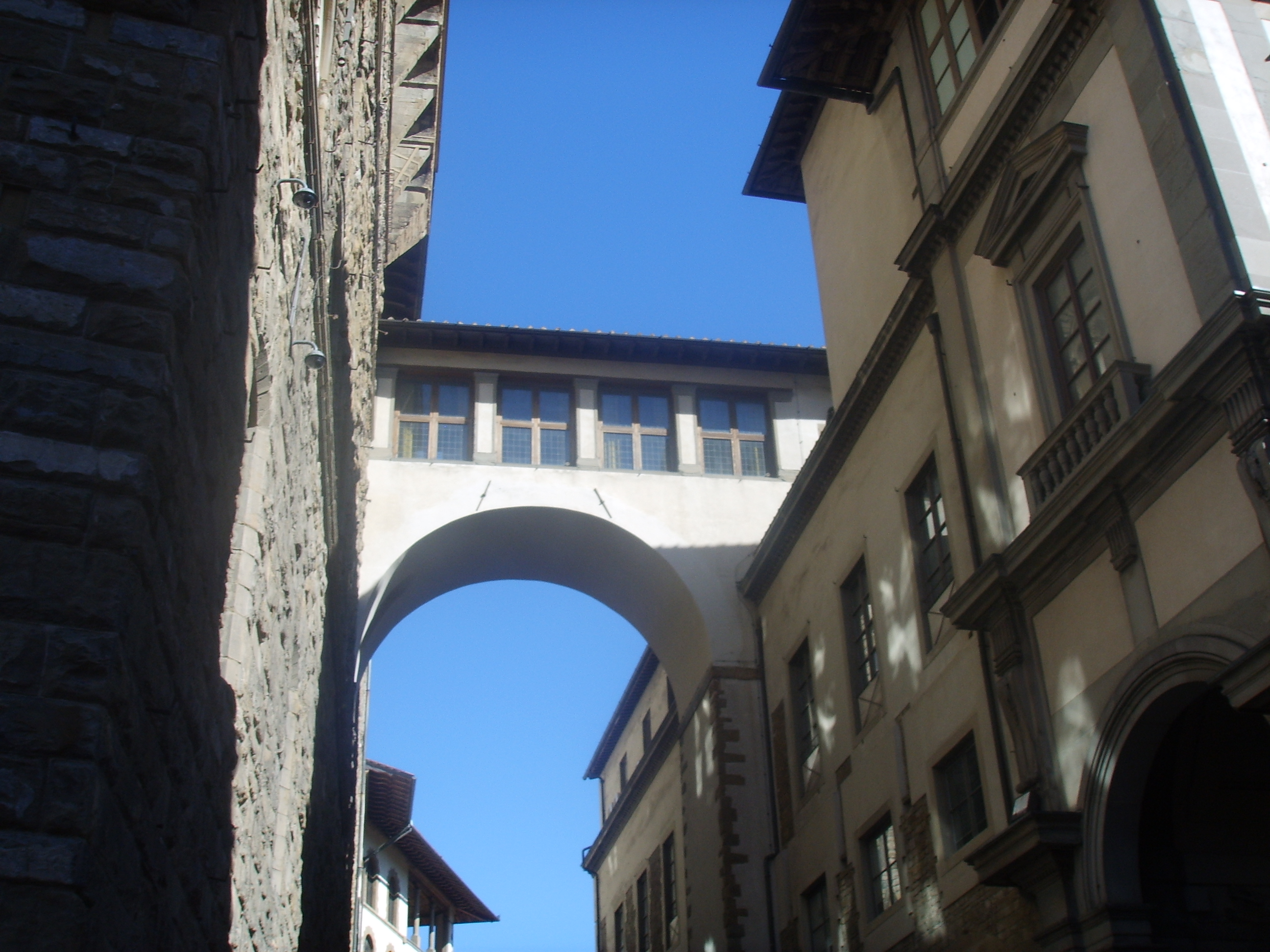
Overbrugging van de via della Ninna tussen het Palazzo Vecchio et de Uffizi.
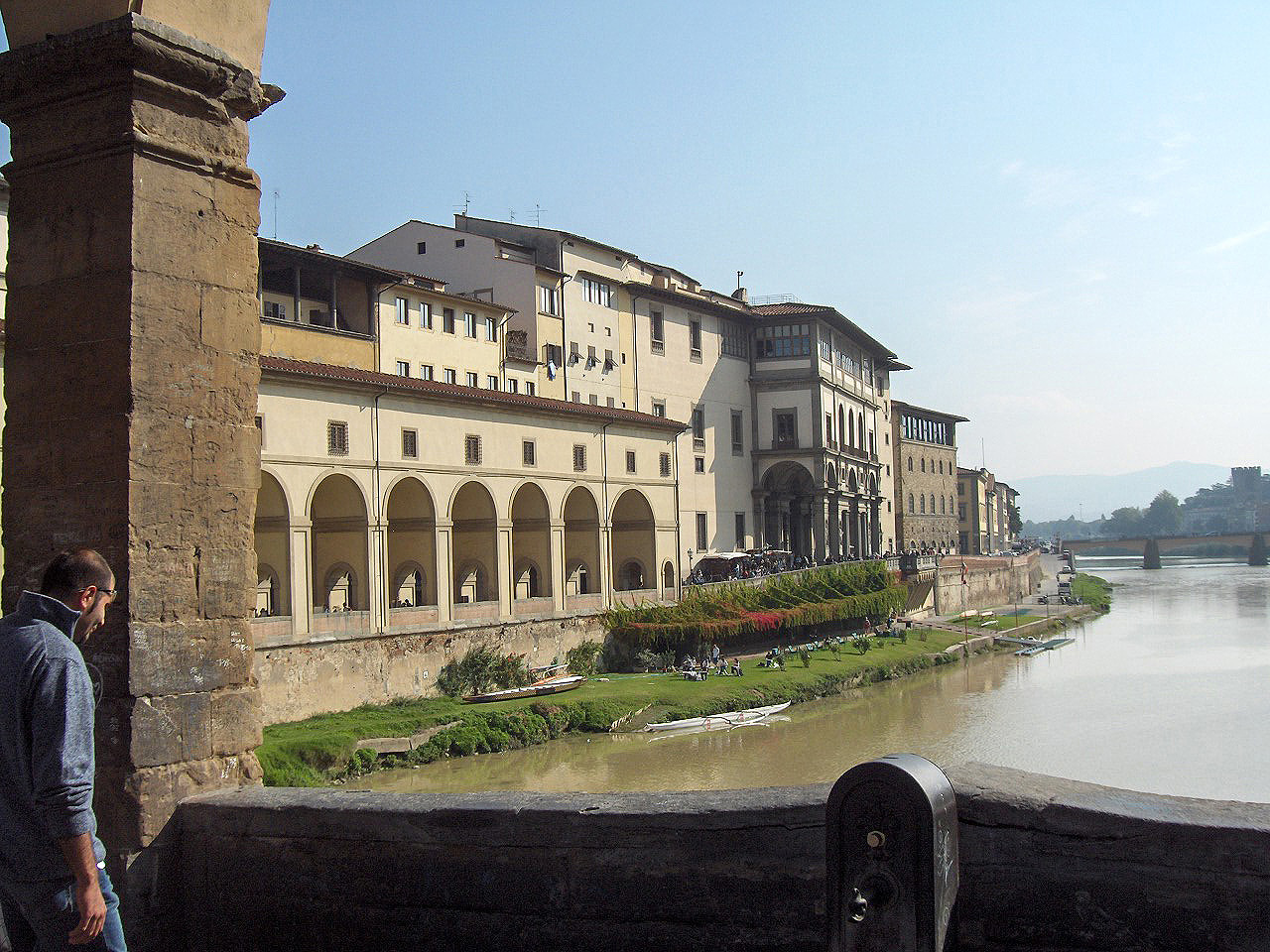
Passage tussen de Uffizi en de kaai.
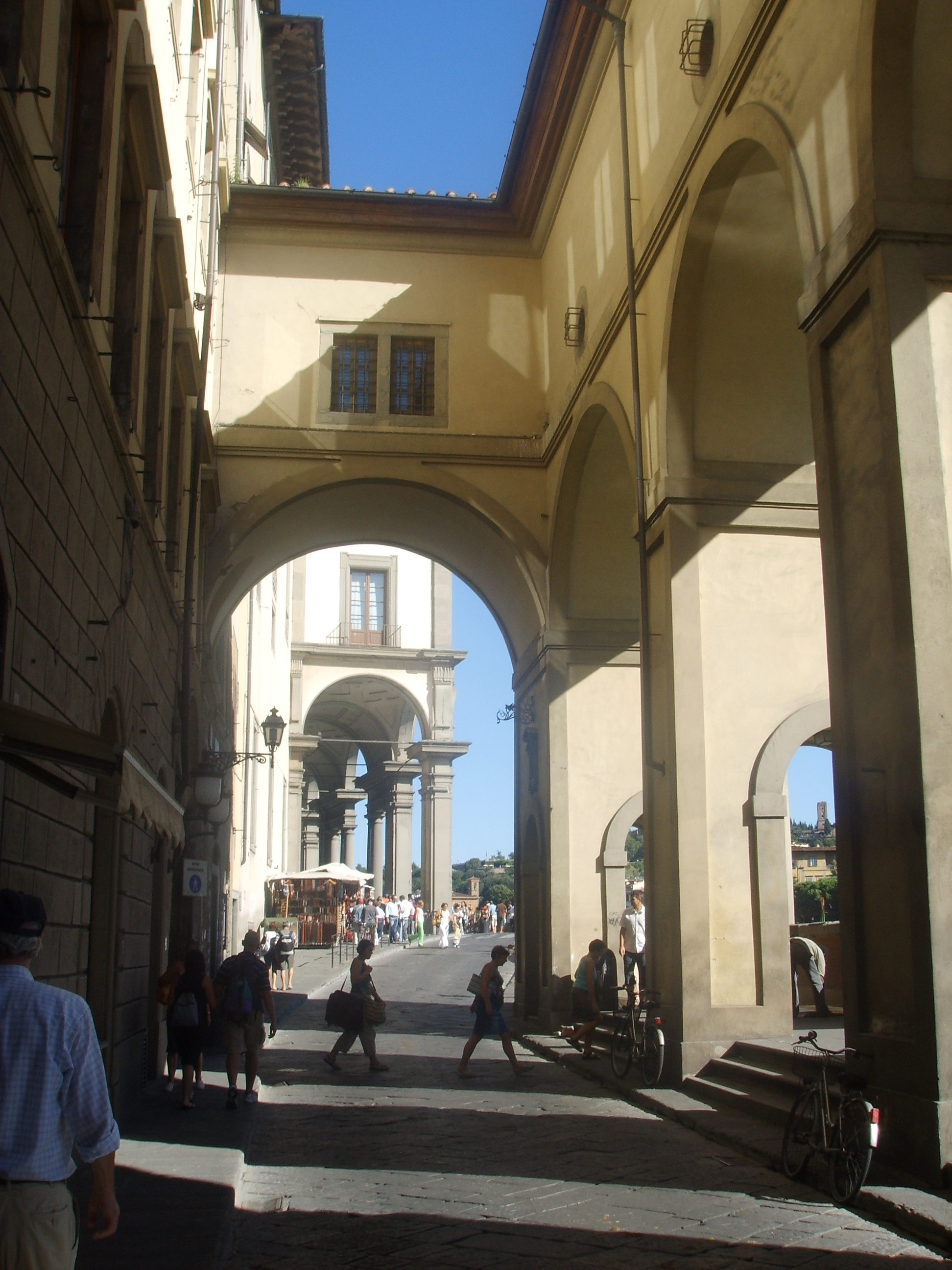
Passage tussen de Uffizi en de kaai.
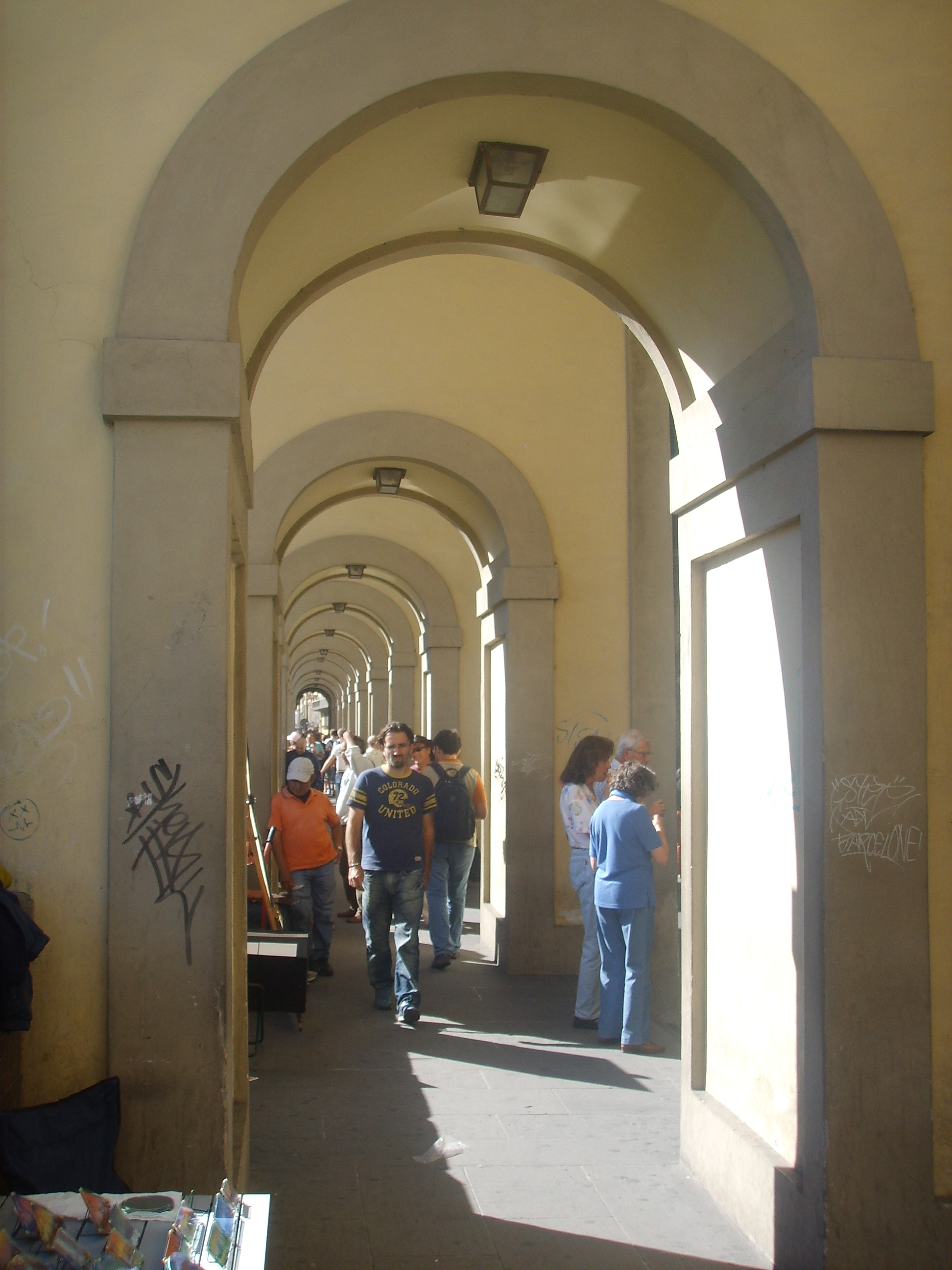
Gewelven en publieke doorgang onder de passage.
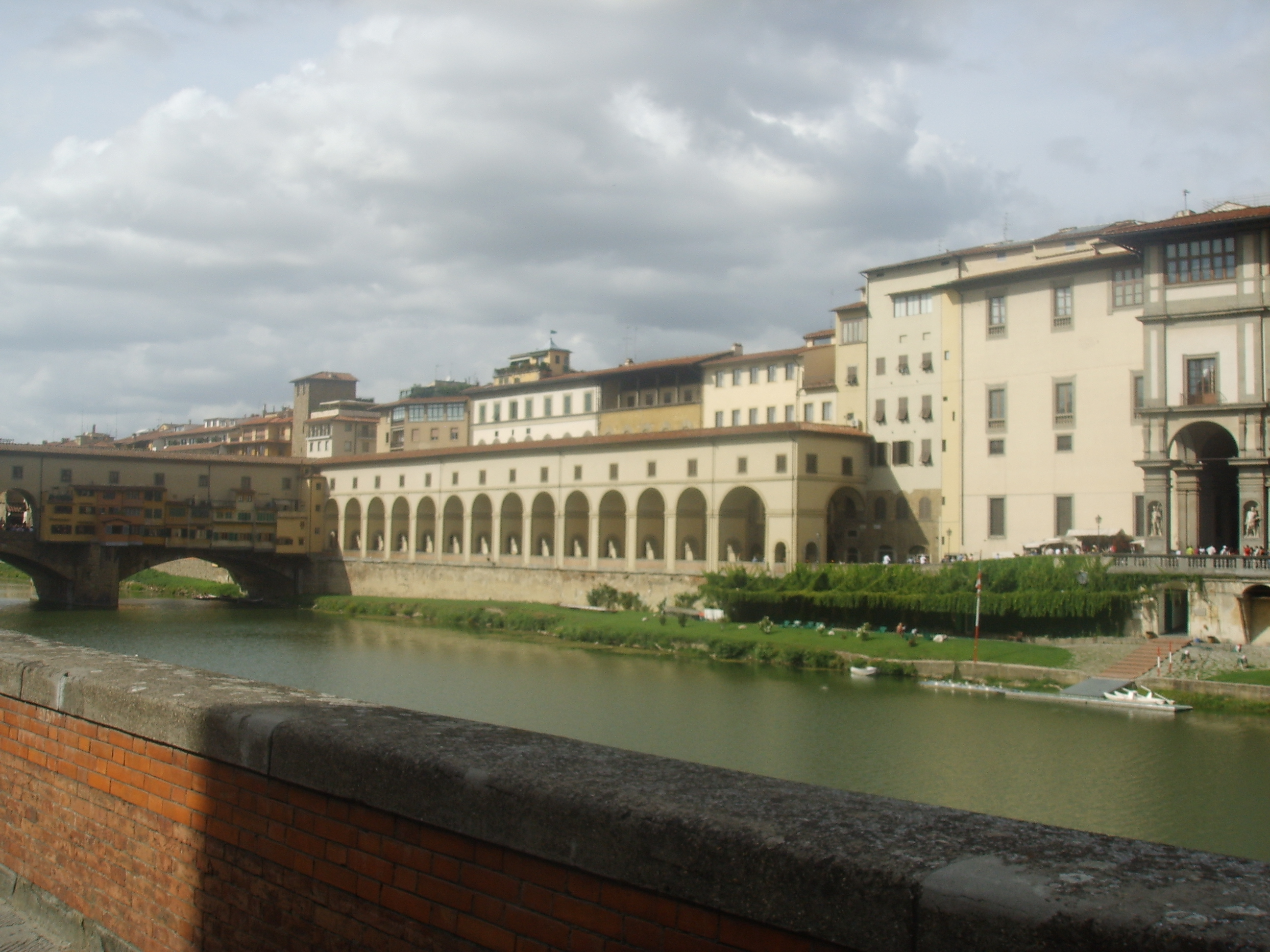
Langs de Arno, tussen Uffizi en de Ponte Vecchio.
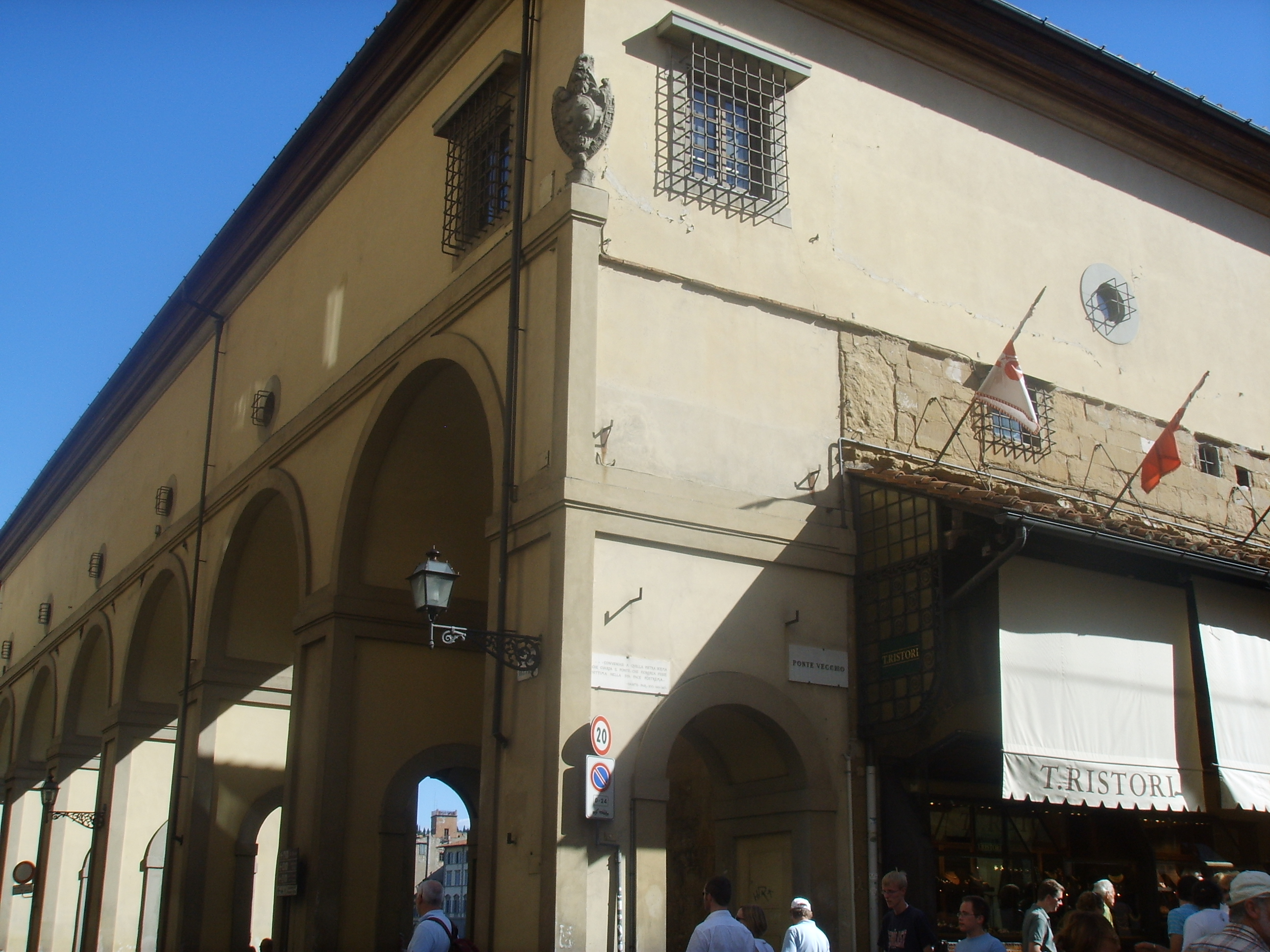
Van oever op Ponte Vecchio.
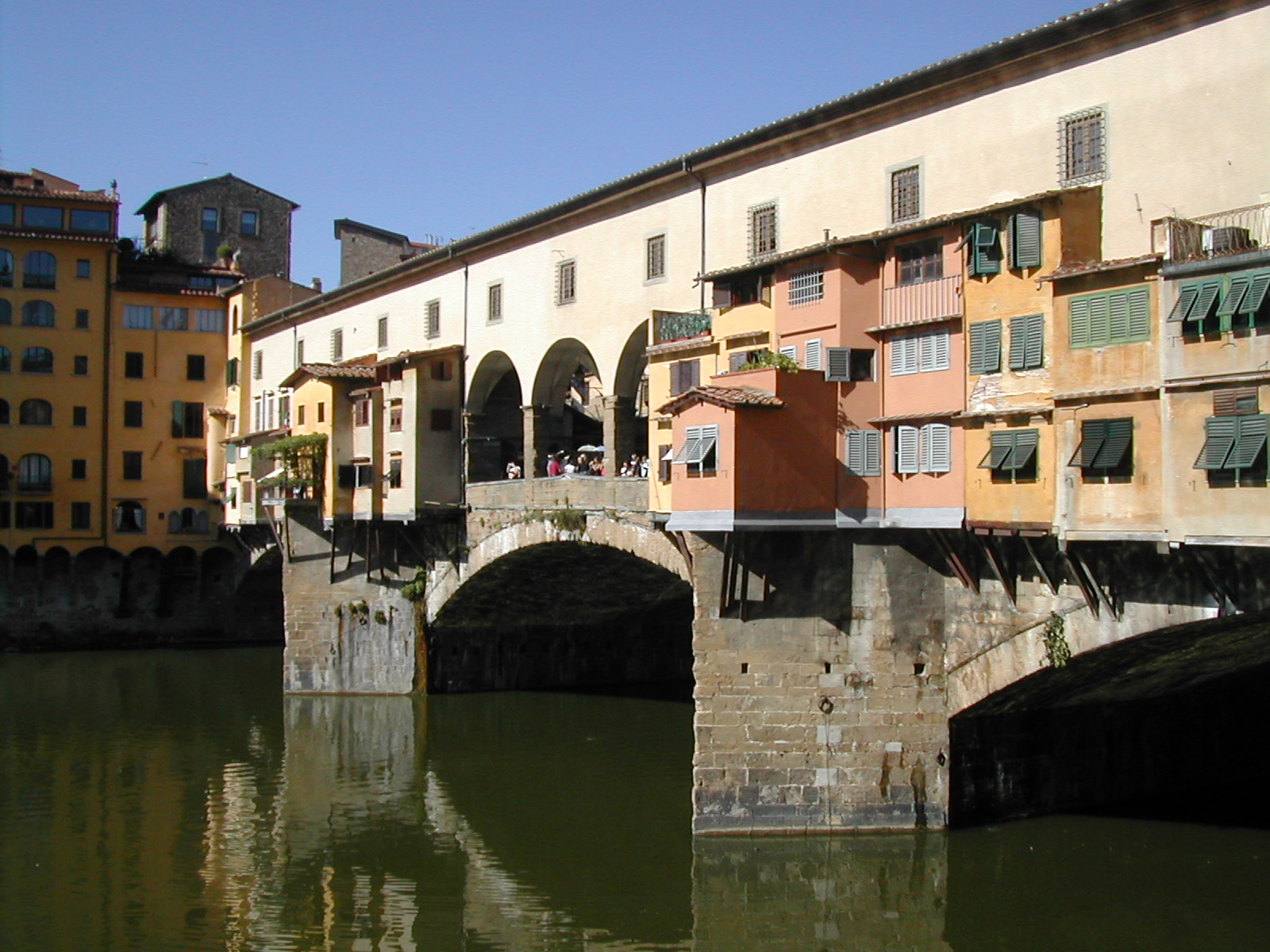
Passage over de winkels op de brug.
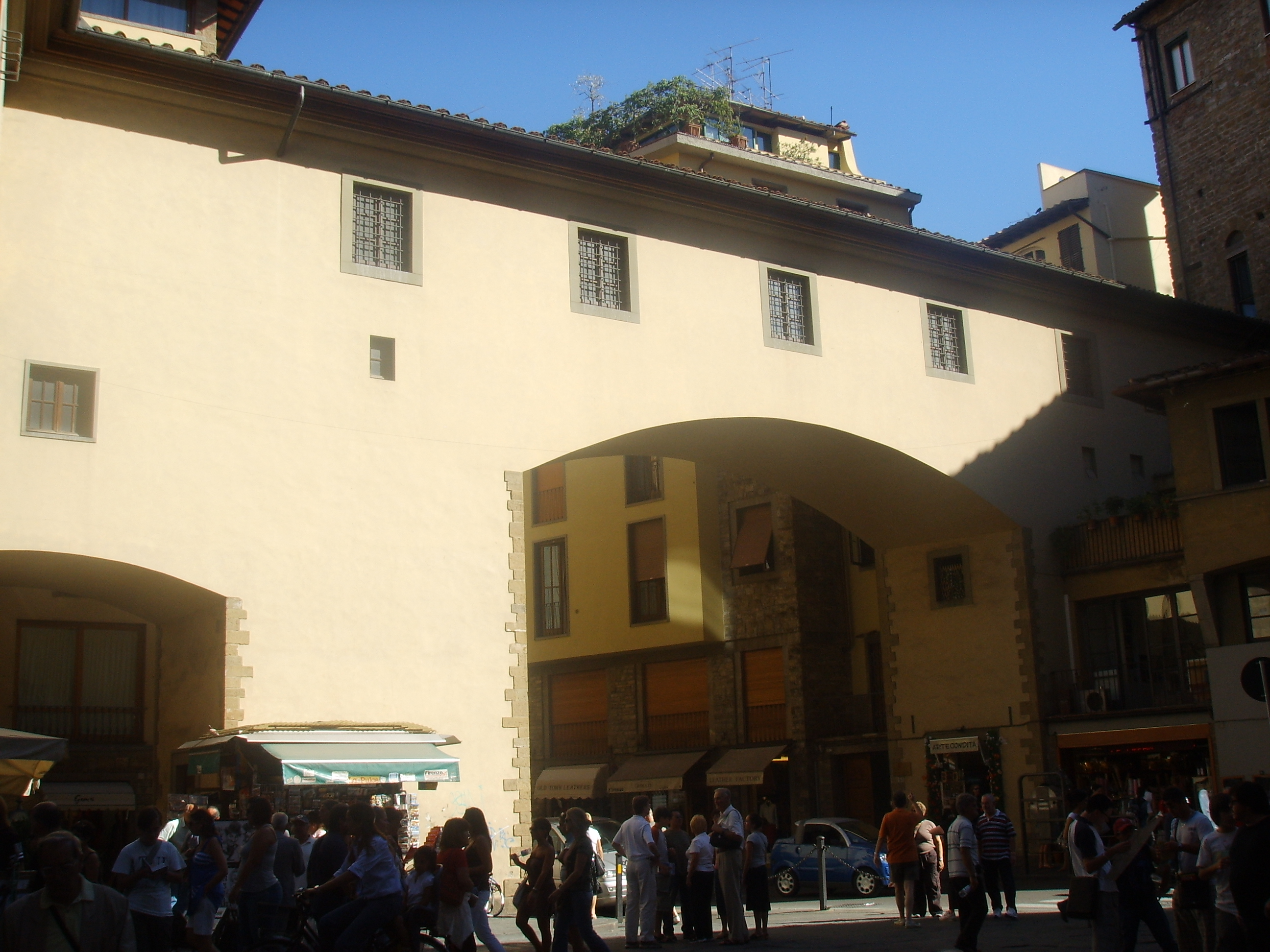
Boog over de Ponte Vecchio.
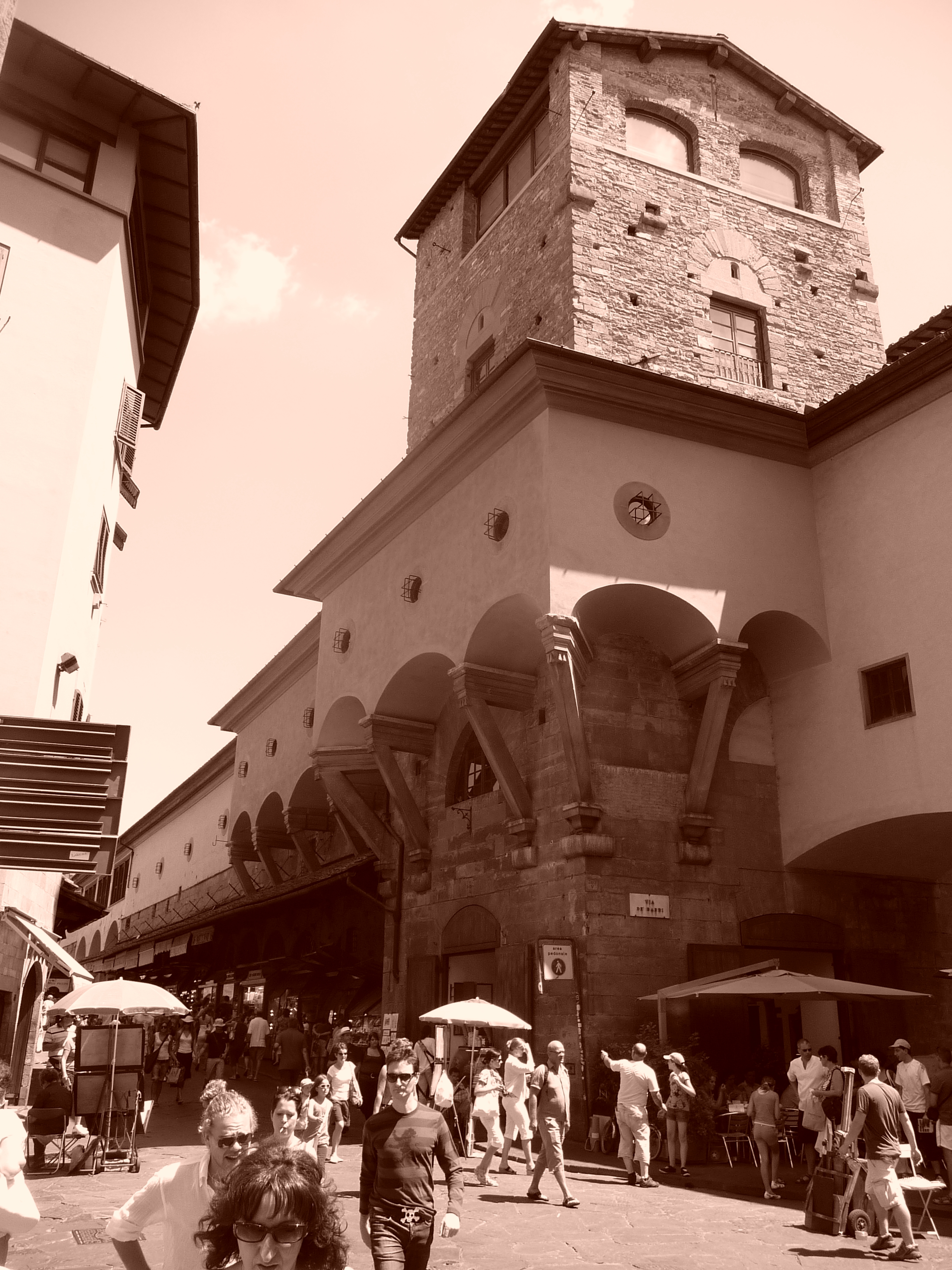
Omgording van de woontoren van de Mannelli.
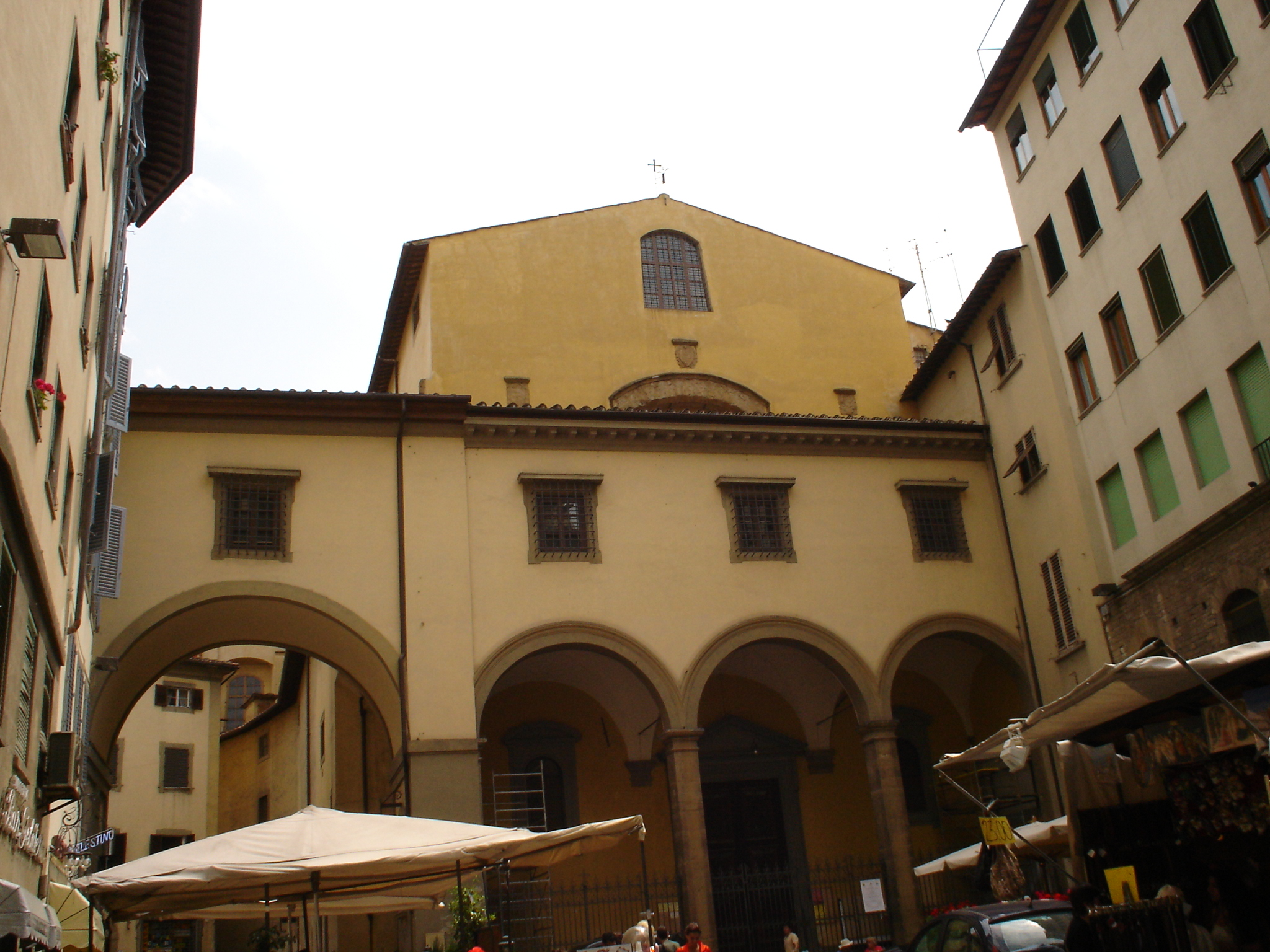
Passage voor de Chiesa di Santa Felicita (Sint-Felicitakerk).
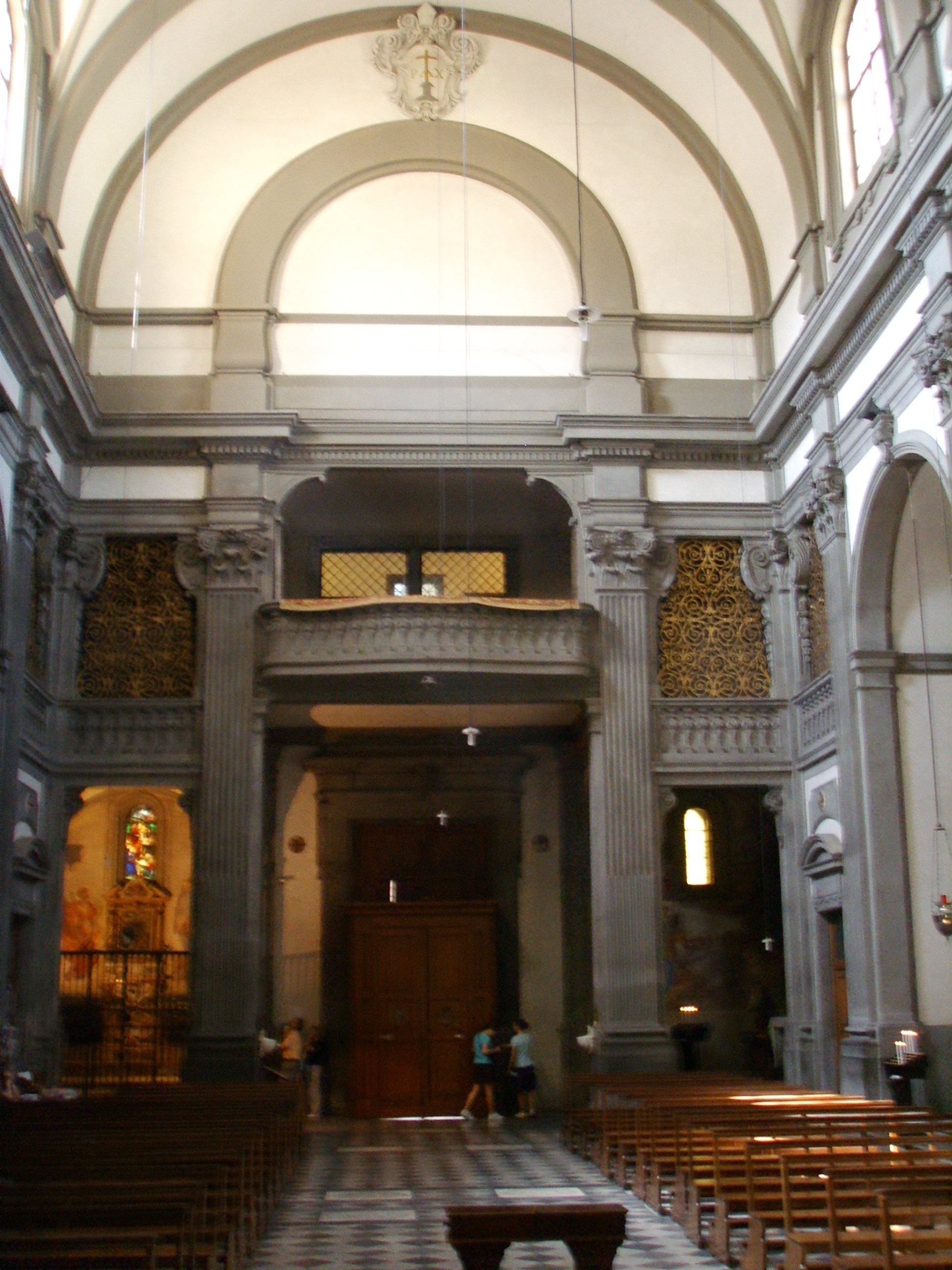
Privébalkon in de kerk.
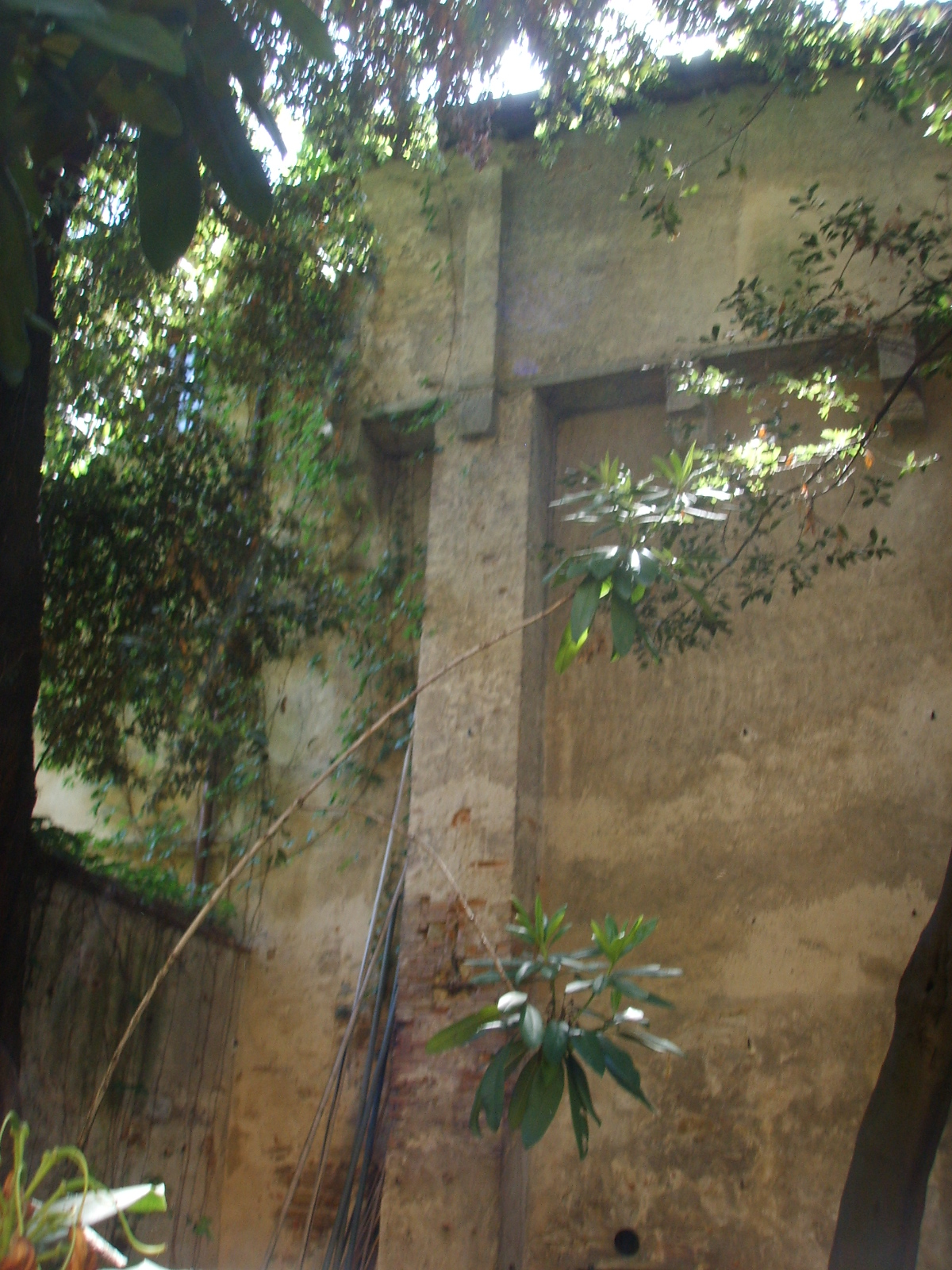
Aan de achterzijde van het paleis van de via Guicciardini.
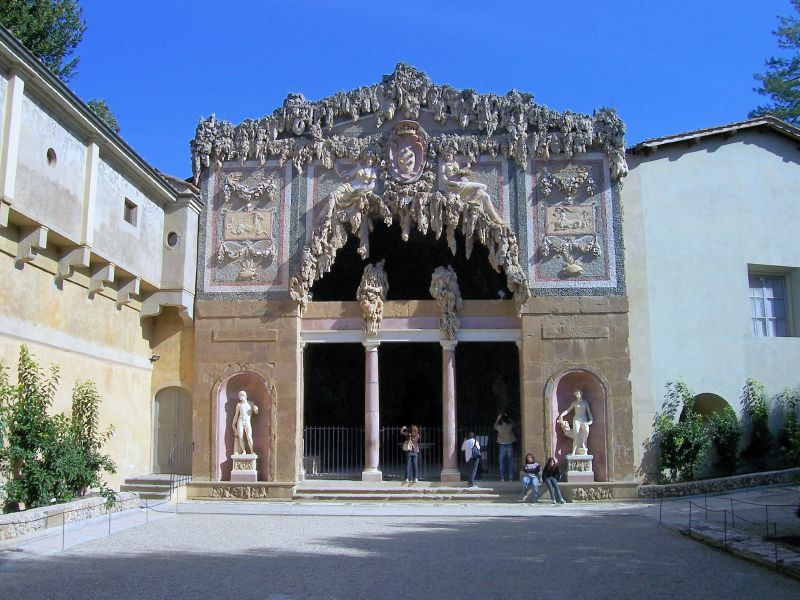
Langs de Grotta del Buontalenti.
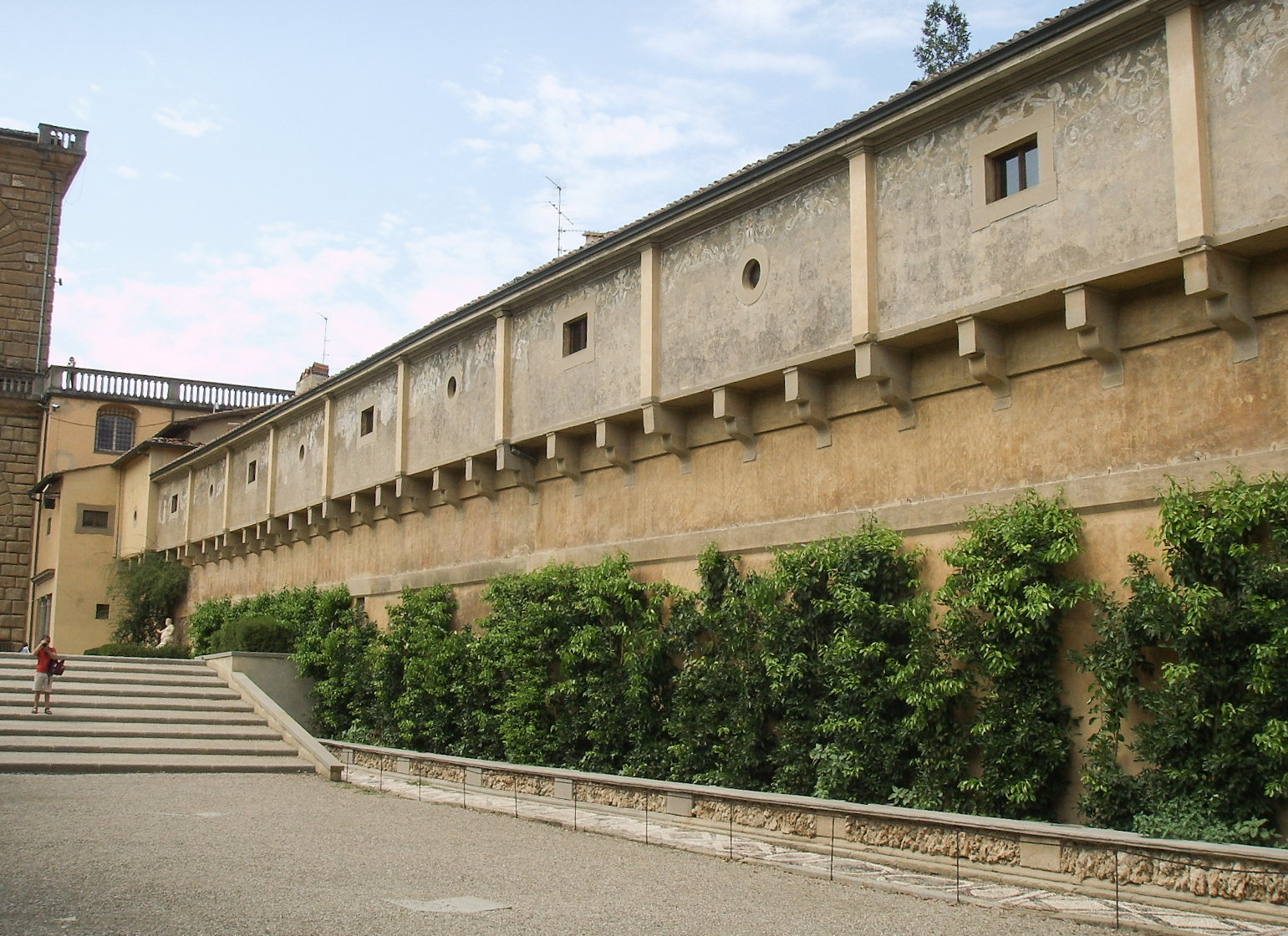
Aankomst aan het Palazzo Pitti.